# Hanjagi, Indi
Hanjagi là một làng thuộc tehsil Indi, huyện Bijapur, bang Karnataka, Ấn Độ.